# Dominik Fijałkowski

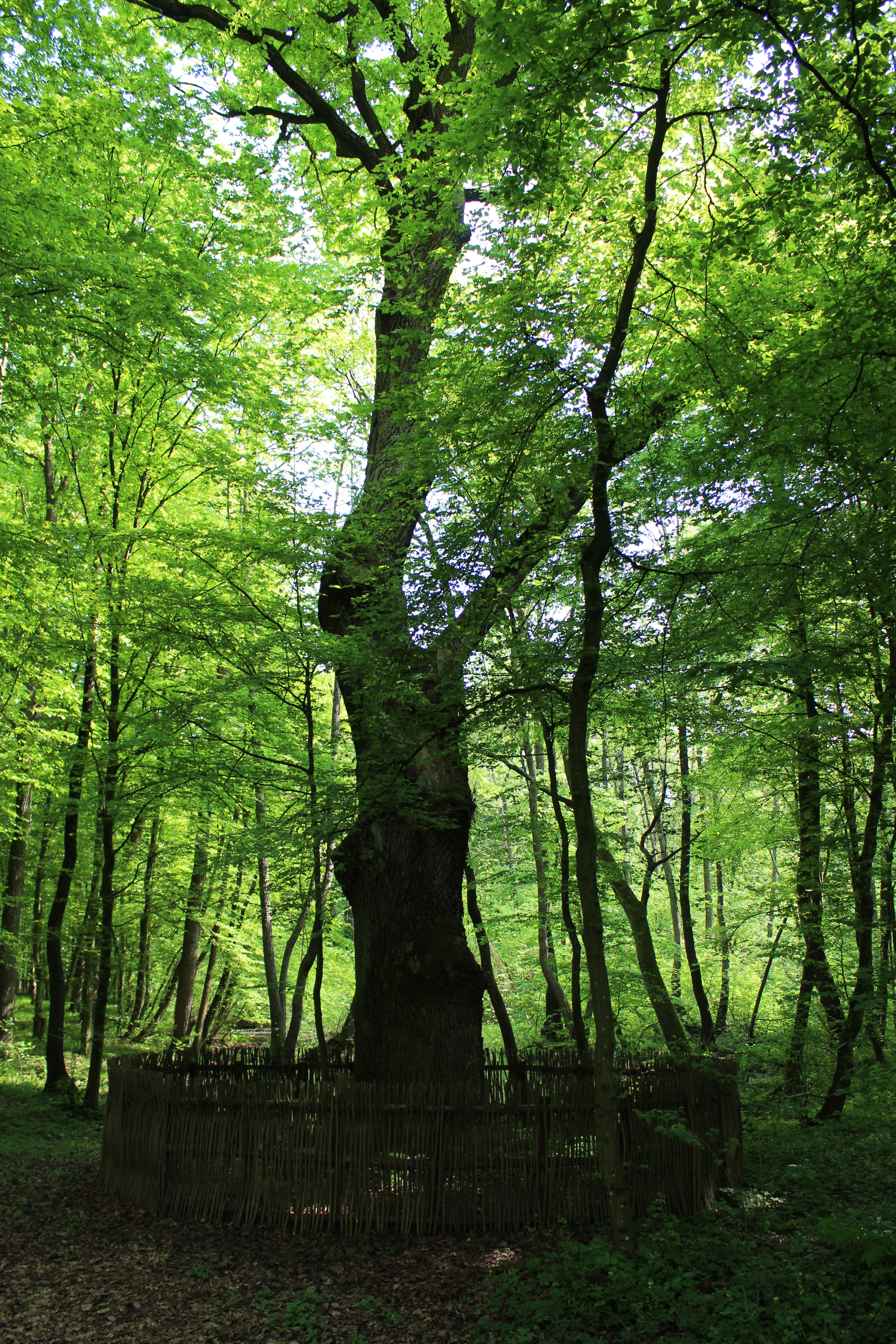
Dąb „Dominik” na ścieżce przyrodniczej w Poleskim Parku Narodowym, poświęcony Dominikowi Fijałkowskiemu

Dominik Fijałkowski (ur. 14 marca 1922 w Hucie Borowskiej, zm. 22 listopada 2015) – polski botanik i działacz na rzecz ochrony środowiska naturalnego, profesor.

## Życiorys
Związany przez lata z UMCS, gdzie w latach 1971-1992 kierował Katedrą Systematyki i Geografii Roślin. Autor około 30 książek i blisko 400 innych publikacji. Wypromował 320 magistrów i 19 doktorów. Inspirator około 10 habilitacji. W UMCS przeszedł wszystkie szczeble awansu naukowego. W 1959 uzyskał stopień naukowy doktora, w 1961 stopień naukowy doktora habilitowanego, a w 1971 został profesorem nadzwyczajnym, tytuł profesora zwyczajnego przyznano mu w 1989 roku. 
Dzięki niemu region lubelski, jako jedyny w Polsce, posiada niemal pełne opracowania zbiorowisk leśnych, wodnych, synantropijnych, kserotermicznych i łąkowych. Do tego dodać należy monografię parków wiejskich.
Podczas II wojny światowej – jako absolwent Średniej Szkoły Ogrodniczej w Kijanach – przebywał na robotach przymusowych w Niemczech. Następnie ukończył studia na Wydziale Przyrodniczym UMCS w Lublinie pod kierunkiem prof. Józefa Motyki. Już w latach 50. XX wieku prace tych dwóch botaników wykazały szkodliwość zrębów zupełnych w gospodarce leśnej i negatywne skutki melioracji terenów bagiennych. Pierwszy projekt rezerwatu Dominik Fijałkowski zgłosił w 1950 na ręce prof. Władysława Szafera, gdyż nie istniało wówczas w tej dziedzinie żadne ciało opiniodawcze. Zaproponował utworzenie ok. 70 rezerwatów przyrody (z czego 50 zrealizowano) oraz cztery parki narodowe. Powstały dwa: Roztoczański Park Narodowy i Poleski Park Narodowy. Dwa kolejne – obejmujący teren Lasów Janowskich i obecnego Chełmskiego Parku Krajobrazowego (obszar Pagórów Chełmskich) – nie powstały.
Podczas badań terenowych, które prowadził od początku swych studiów, odkrył wiele podgatunków roślin naczyniowych oraz dwa nowe dla Polski gatunki: szczodrzeńca zmiennego i starca królewskiego.
Od podstaw tworzył (razem z prof. Adamem Paszewskim) ogród botaniczny UMCS i był jego pierwszym dyrektorem. Nie udało mu się jednak doprowadzić do połączenia terenu Ogrodu Botanicznego z unikatowym krajobrazowo i florystycznie obszarem Górek Czechowskich. Część terenu przewidzianą do ochrony zajęły budynki.
Profesor Fijałkowski był zdecydowanym przeciwnikiem melioracji Polesia. Tak jak ostrzegał, doprowadziło to do zniszczenia cennych ekosystemów, podobnie jak rozwój Lubelskiego Zagłębia Węglowego.
Jest autorem licznych prac o charakterze publicystycznym, w których opowiadając się za ochroną środowiska zajmował bezkompromisowe stanowisko nie stroniąc od dość ostrych wypowiedzi.
Jego postać jest obecna w sześciu wydaniach językowych „Who is Who?” (m.in. w Indiach) oraz w słowniku oxfordzkim. Był członkiem Nowojorskiej Akademii Nauk. W USA wpisano go również na listę 5000 najbardziej zasłużonych dla świata obywateli.
Odznaczony został m.in. Krzyżem Komandorskim Orderu Odrodzenia Polski, Krzyżem Kawalerskim Orderu Odrodzenia Polski, Złotym Krzyżem Zasługi, Medalem Komisji Edukacji Narodowej i najwyższym odznaczeniem Ligi Ochrony Przyrody – „Zielone Serce Przyrodzie”.

## Uhonorowanie
Na cześć prof. dra hab. Dominika Fijałkowskiego dąb szypułkowy w Poleskim Parku Narodowym o obwodzie pnia ok. 380 cm nosi nazwę „Dominik”. Imię profesora znajduje się również w nazwie ścieżki przyrodniczej „Dąb Dominik” przebiegającej przy drzewie z Łomnicy (Kolonia Łomnica) nad jezioro Moszne.